# Seznam uměleckých realizací ve veřejném prostoru ve Vokovicích
Seznam uměleckých realizací ve Vokovicích v Praze 6 obsahuje tvorbu výtvarných umělců umístěnou ve veřejném prostoru v katastrálním území Vokovice. Seznam je řazen podle ulic a nemusí být úplný.

## Seznam uměleckých realizací
| Název                                                        | Fotografie                                                                          | Lokace                                                  | Autor                                                | Rok       | Popis                                        | Poznámka |
| ------------------------------------------------------------ | ----------------------------------------------------------------------------------- | ------------------------------------------------------- | ---------------------------------------------------- | --------- | -------------------------------------------- | --- |
| Mozaika pro základní školu                                   | Kategorie „Mozaika pro základní školu (Josef Klimeš)“ na Wikimedia Commons          | Alžírská 680/26 50°5′43,76″ s. š., 14°21′13,68″ v. d.   | Josef Klimeš (1928–2018) O. Synáček                  | před 1970 | mozaika, keramika                            | základní škola vchod |
| Strom života                                                 | Kategorie „Strom života (Jindřiška Radová)“ na Wikimedia Commons                    | Alžírská 680/26 50°5′43,99″ s. š., 14°21′10,26″ v. d.   | Jindřiška Radová (*1925)                             | 1974      | socha; kamenina, ocel                        | základní škola, přístupová cesta                                                                                               |
| Matka s dítětem                                              | Kategorie „Matka a dítě (Stanislav Vajce)“ na Wikimedia Commons                     | Arabská 689/15 50°5′56,18″ s. š., 14°21′33,15″ v. d.    | Stanislav Vajce (*1935)                              | 1973      | socha, božanovský pískovec                   | park |
| Vrata hřbitova ve Vokovicích                                 | Kategorie „Hřbitovní zeď a brána (Vokovice)“ na Wikimedia Commons                   | Evropská 28/200b 50°5′34,68″ s. š., 14°19′43,35″ v. d.  | Josef Symon (*1932) Stanislav Hubička (*1930)        | 1972      | mříž, slitiny železa a neželezné kovy        | Vokovický hřbitov, součást výtvarného řešení rekonstruované trasy Kladenská - Velvarská 1964–1972                              |
| Zeď hřbitova ve Vokovicích                                   | Kategorie „Hřbitovní zeď a brána (Vokovice)“ na Wikimedia Commons                   | Evropská 28/200b 50°5′34,72″ s. š., 14°19′43,3″ v. d.   | Stanislav Hubička (*1930)                            | 1972      | dekorativní stěna, beton                     | Vokovický hřbitov, součást výtvarného řešení rekonstruované trasy Kladenská - Velvarská 1964–1972                              |
| Dekorace atria budovy Koospolu (†)                           |                                                                                     | Evropská 423/178 50°5′42,95″ s. š., 14°20′18,09″ v. d.  | Pravoslav Rada (1923–2011) Jindřiška Radová (*1925)  | 1974      | fontána; porcelán, kámen, korozivzdorná ocel | Koospol, atrium, odstraněno 2011                                                                                               |
| Fontána v parku před administrativní budovou (Kamenný květ)  | Kategorie „Fontána před budovou Koospolu“ na Wikimedia Commons                      | Evropská 423/178 50°5′40,87″ s. š., 14°20′16,68″ v. d.  | Vladimír Fencl Stanislav Franc Jan Nováček           | 1974–1977 | fontána, beton                               | Koospol, exteriér |
| Plastika před obchodním centrem na sídlišti Červený vrch (†) | Kategorie „Abstraktní plastika (Kladno)“ na Wikimedia Commons                       | Evropská 695/73 50°5′52,35″ s. š., 14°21′33,93″ v. d.   | Miloš Zet (1920–1995) Ladislav Borsík                | 1971      | socha, bronz                                 | sídliště Červený Vrch nyní Kladno-Kročehlavy                                                                                   |
| Tři postavy (†)                                              | Kategorie „Tři postavy (Miloslav Chlupáč)“ na Wikimedia Commons                     | Evropská 50°5′44,4″ s. š., 14°20′51,41″ v. d.           | Miloslav Chlupáč (1920–2008)                         | 1970      | socha, pískovec                              | roh Evropské a Kladenské, od roku 1984 umístěno v západní části ZOO Praha (viz obrázek)                                        |
| Dvojice (†)                                                  |                                                                                     | Evropská 50°5′49,52″ s. š., 14°21′3,98″ v. d.           | Zdeněk Palcr (1927–1996)                             | 1970      | socha                                        | sídliště Červený Vrch, bývalá konečná tramvají č. 23, Dendrologická zahrada v Průhonicích (viz obrázek)                        |
| neuveden (†)                                                 |                                                                                     | Evropská 50°5′48,89″ s. š., 14°21′2,09″ v. d.           | neuveden                                             |           | dekorativní prvek                            | sídliště Červený Vrch, měnírna na bývalé konečné tramvají                                                                      |
| Adam a Eva (†)                                               | Kategorie „Napětí - Adam a Eva (Zdeněk Šimek)“ na Wikimedia Commons                 | Evropská 689/148 50°5′53,29″ s. š., 14°21′32,44″ v. d.  | Zdeněk Šimek (1927–1970)                             | 1968–1970 | socha, polychromovaný vápenec                | sídliště Červený Vrch, v Dendrologické zahradě v Průhonicích se nachází socha uváděná názvem Napětí – Adam a Eva (viz obrázek) |
| Pomník generálporučíka Františka Fajtla                      | Kategorie „Pomník generálporučíka Františka Fajtla (Vokovice)“ na Wikimedia Commons | K Červenému vrchu 50°5′48,34″ s. š., 14°20′52,89″ v. d. | Aleš Vyjídák Zdeněk Ruffer                           | 2017      | směs travin, kov                             | odhaleno 4. října |
| Rostlinný plod                                               | Kategorie „Rostlinný plod (Václav Rubeška)“ na Wikimedia Commons                    | Kladenská 66/93 50°5′43,4″ s. š., 14°21′23,11″ v. d.    | Václav Rubeška (*1945?)                              | 1976      | socha, pískovec                              | roh ulic Kladenská a Nad Tratí                                                                                                 |
| Soubor domovních znamení (9)                                 | Kategorie „Domovní znamení (Na Dlouhém lánu 46–62)“ na Wikimedia Commons            | Na Dlouhém lánu 50°5′42,76″ s. š., 14°21′28,11″ v. d.   | Rudolf Semrád (1910-1980) Mirko Stejskal (1910-1972) | 1951      | domovní znamení, glazovaná keramika          | č.p.300/62, 301/60, 302/58, 303/56, 304/54, 305/52, 306/50, 307/48, 308/46                                                     |
| Chlapec s modelem letadla                                    | Kategorie „Chlapec s modelem letadla (Josef Šimek)“ na Wikimedia Commons            | Tobrucká 708/15 50°6′3,19″ s. š., 14°21′38,27″ v. d.    | Josef Šimek (*1929)                                  | 1976      | socha; vračanský vápenec, beton              | park, dětské hřiště |
| Ležící žena                                                  | Kategorie „Ležící žena (Josef Šimek)“ na Wikimedia Commons                          | Tobrucká 764/4 50°5′58,54″ s. š., 14°21′46,11″ v. d.    | Josef Šimek (*1929)                                  | 1965–1975 | socha; hořický pískovec, beton               | před mateřskou školou |
| Keramické žardiniéry pro sídliště                            |                                                                                     | Tobrucká 50°6′0,76″ s. š., 14°21′43,13″ v. d.           | neuveden                                             | 1970–1989 | žardiniéra, kamenina                         | volný prostor |